# 偽德米特里三世
伪德米特里三世（羅馬化：Lzhedmitrii III；？—1612年7月）是三位自稱為俄羅斯沙皇伊凡四世幼子烏格利奇的德米特里中最後與最神秘的一名俄羅斯王位覬覦者。

## 生平
他可能是稱為斯多卡的執事，在納爾瓦河英格里亞的伊万哥罗德鎮突然出現。1611年3月28日，他宣稱自己是察列維奇德米特里·伊萬諾維奇。哥薩克當時入侵莫斯科近郊，並在1612年3月2日承認他為沙皇；而普斯科夫的士紳於受威脅下也「親吻十字架」，即宣誓效忠“普斯科夫的賊”（伪德米特里三世的綽號）。1612年5月18日，他從普斯科夫逃走但被查獲，在莫斯科交付給政府，就地秘密處決。

## 備註
1. 1 2  Chisholm 1911，第984頁.